# Berounella
Berounella is een geslacht van uitgestorven kreeftachtigen uit de klasse van de Ostracoda (mosselkreeftjes).

## Soorten
- Berounella antiquor (Jordan, 1964) Hansch, 1993 †
- Berounella bischoffi Groos, 1969 †
- Berounella minuta Blumenstengel, 1970 †
- Berounella ornata Blumenstengel, 1965 †
- Berounella rostrata Boucek, 1936 †
- Berounella spicata Copeland, 1989 †
- Berounella spinosa (Blumenstengel, 1962) Jordan, 1964 †
- Berounella styliolata (Kummerow, 1939) Blumenstengel, 1965 †
- Berounella thymosa Reynolds, 1978 †
- Berounella tricerata Blumenstengel, 1965 †
- Berounella trifolispina Reynolds, 1978 †
- Berounella verrucosa Reynolds, 1978 †